# Supersex (serie televisiva)
Supersex è una serie televisiva italiana del 2024 diretta da Matteo Rovere, Francesco Carrozzini e Francesca Mazzoleni. 
È liberamente ispirata alla vita del pornoattore Rocco Siffredi.

## Trama
La serie è ispirata alla vita del pornodivo Rocco Siffredi, dall'infanzia difficile a Ortona proseguendo con l'esplosione della sua carriera nel mondo del porno e fino al 2004.

## Episodi
| n° | Titolo                 | Pubblicazione |
| -- | ---------------------- | ------------- |
| 1  | Il superpotere         | 6 marzo 2024  |
| 2  | La carne               | 6 marzo 2024  |
| 3  | L'animale              | 6 marzo 2024  |
| 4  | Il sogno               | 6 marzo 2024  |
| 5  | L'isola                | 6 marzo 2024  |
| 6  | Resurrezione dei corpi | 6 marzo 2024  |
| 7  | Ultimo viene il cazzo  | 6 marzo 2024  |

## Personaggi e interpreti

### Personaggi principali
- Rocco Siffredi, interpretato da Alessandro Borghi.
- Lucia, interpretata da Jasmine Trinca.
- Tommaso Tano, interpretato da Adriano Giannini.

### Personaggi secondari
- Sylvie Lanteigne, interpretata da Jade Pedri.
 Prima fidanzata di Rocco a Parigi.
- Rocco Siffredi a 19 anni, interpretato da Saul Nanni.
- Tina, interpretata da Linda Caridi.
Fidanzata di Rocco per un breve periodo.
- Gabriele Galetta, interpretato da Enrico Borello.
Cugino e manager di Rocco.
- Rocco a 9 anni, interpretato da Marco Fiore.
- Tommaso a 21 anni, interpretato da Francesco Pellegrino.
- Lucia a 17 anni, interpretata da Eva Cela.
- Carmela, interpretata da Tania Garribba.
Madre di Rocco.
- Gennaro Tano, interpretato da Pietro Faiella.
Padre di Rocco.
- Riccardo Schicchi, interpretato da Vincenzo Nemolato.
Regista di film porno nonché fondatore dell'agenzia Diva Futura.
- Jean-Claude, interpretato da David Kammenos.
Malavitoso francese al quale Tommaso sarà costretto a cedere il suo ristorante.
- Gabriel Pontello, interpretato da Johann Dionnet.
Pornodivo che introduce Rocco nel settore.
- Christoph, interpretato da Giulio Greco.
Rivale di Rocco nei primi tempi.
- Julienne, interpretato da Clemence Thioly.
- Moana Pozzi, interpretata da Gaia Messerklinger.
Collega e amica di Rocco.
- Franco Caracciolo, interpretato da Mario Pirrello.
Amico gay di Rocco.
- Rozsa Tassi, interpretata da Nutsa Khubulava.
Collega di Rocco e sua futura moglie.
- Antonio a 4 anni, interpretato da Christian Pacelli,
- Claudio a 12 anni, interpretato da Emanuele Bracone.
- Giorgio a 18 anni, interpretato da Simone Farinon.
- Armando a 19 anni, interpretato da Riccardo Pellegrini.
- Gabriele a 10 anni, interpretato da Alessandro Stivaletta.
- Zoran a 11 anni, interpretato da Daniele D'Avolio.
- Lai a 20 anni, interpretato da Nathan Sagazio.
- don Graziano, interpretato da Domenico Galasso.
- Moglie di Nicola, interpretata da Beatrice Olla.
- Louis, interpretato da Adrien Rouvard.
- Gerome, interpretato da Maximilien Poullein.
- Genevieve, interpretato da Olaire Loth.
- Denise, interpretata da Linda Hardy.
- Don Mario, interpretato da Pierre Santini.
- Lai a 30-40 anni, interpretato da Leonardo Maddalena.
- Zoran a 20-30 anni, interpretato da Claudio Di Giorgio.
- Bernardo, interpretato da Aguibou Ba.
- Regista francese, interpretato da Fabien Lucciarini.
- Rioaud, interpretato da Alberto Gimignani.
- Theresa, interpretata da Helena Antonio.
- Antonio a 24 anni, interpretato da Flavio D'Antoni.
- Malù, interpretata da Aurora Moroni.
- Nicola, interpretato da Giampiero Mancini.
Produttore di Pontello che vede bene Rocco.
- Medico, interpretato da Franco Mannella.
Dottore di Rocco che lo mette in guardia dall'AIDS.
- Giorgio a 38 anni, interpretato da Ugo De Cesare.
- Alicia, interpretata da Erica Vituliano.
- Stagliano, interpretato da Filippo Valle.
- Medico, interpretato da Milo Vallone.
Dottore che circoncide Rocco.
- Pina, interpretata da Rossella Indraccolo.
- Tiffany, interpretata da Asya Rotella.
- Claudio a 5 anni, interpretato da Riccardo Miraldi.
- Marina, interpretata da Marilina Marino.
Compagna di scuola di Rocco.

## Produzione
Nel settembre 2022 è stato annunciato l'inizio delle riprese a Roma, che sono poi terminate nel febbraio 2023. Oltre che a Roma, la serie è stata filmata a Parigi, alle isole Egadi (Favignana e Levanzo) e a Ostia; le scene ambientate a Ortona sono state ricostruite nel quartiere Trullo di Roma e ad Ariccia ad eccezione delle scene dall'alto.
Lo stesso Rocco Siffredi fa una breve apparizione nei panni di un cliente del ristorante dove lavora il protagonista.

## Promozione
Le prime immagini promozionali della serie sono state pubblicate nel dicembre 2023, mentre il primo teaser trailer è stato diffuso il 15 gennaio 2024.

## Distribuzione
Dopo essere stata presentata in anteprima al Festival di Berlino 2024, la serie è stata distribuita sulla piattaforma Netflix il 6 marzo dello stesso anno.